# Bruce Bechtold
Bruce Bechtold (* 31. März 1952 in Baumholder) ist ein deutscher Katamaransegler.
Bechtold ging in Schwenningen, Essen und in Dormagen zur Schule. Er schloss eine Ausbildung als Schaufenstergestalter und Werbetechniker ab und gründete 1979 mit Wilfried Kalinowski eine Firma, die Leiterplatten produziert.
1980 sah er sich in den Ferien am Meer eine Segelregatta an, über die er seine Leidenschaft zum Regattasegeln fand. Der Höhepunkt seiner Karriere war 1996 der Gewinn der Weltmeisterschaft der Hobie Cat-17-Klasse in Sitges (Spanien).

## Erfolge
Hobie Cat 17 Europameisterschaften:
- 8-facher Europameister

Hobie Cat 17 Weltmeisterschaften:
- Maui/Hawaii, 4. Platz
- Ontariosee/Toronto, 3. Platz
- Sitges/Spain, Weltmeister